# 香港神託會培基書院
香港神託會培基書院（英語：Stewards Pooi Kei College，簡稱SPKC）位於香港新界沙田區小瀝源路56號的中學，是一所由香港神託會於2004年以直接資助辦學模式創辦的基督教中學，佔地5,915平方米。主要以英語授課。本校伙伴教會為基督教宣道會廣恩堂，其在週末會於學校舉行崇拜及其他活動，亦會與學校合作推動校園福音事工，校内亦設有該教會的辦公室。

## 校舍
本校校舍為千禧校舍，樓高十層，分别為低層地下、地下、一至七樓及天台。由於校舍土地原為山坡，受地理位置所限，學校正門以及停車場入口的水平不同，後者約高出半層（連接停車場之籃球場入口位於地下與一樓之間的樓梯），而地面層以下亦多出半層的空間（低層地下），校舍與小瀝源路之間以一條斜道分隔， 連接低層地下以及地下樓梯後位置， 並另設樓梯直接前往籃球場。

### 各層設施
- 低層地下：學習中心（圖書館、兩間小組教學室、Aviation Lab、電腦資訊中心、生涯規劃中心、獨立自修間、Discussion Room）、Global Lounge、儲物室、通道前往地下及籃球場、戶外花園
- 地下：學校大堂、校史廊、校務處、校長室、醫療室、小賣部及飯堂（PooiKeinian Cafeteria）、學生會會室、輔導室、輕鬆D（Zone D）、體適能中心、祈禱室、廣恩堂辦公室、領袖生室、紅磚地（露天操場）、籃球場（位於地下與一樓之間）、停車場（位於地下與一樓之間）
- 一樓：教室（兩間）、禮堂、教員室（兩間）、English Zone
- 二樓：教室 （六間）、音樂室（InnoMusic Space）、Band Room、音樂儲物室、視覺藝術室（Atelier）、視覺藝術儲物室、視覺藝術特別室、禮堂樓座、Art Alley
- 三樓：教室（七間）、藝術廊、多媒體創作中心（MC2）、視覺藝術室、小組教學室（一間）
- 四樓：教室（八間）、籃球場、教員室（一間）、資訊科技職員室（一間）、社工室、博文軒（中國文化室）
- 五樓：教室（六間）、綜合科學實驗室、綜合科學實驗預備室、生物實驗室、生物實驗預備室
- 六樓：教室（一間）、STEM Room、Future Classroom、iClassroom、伺服器室、物理實驗室、物理實驗預備室、化學實驗室、化學實驗預備室、English Literature Room
- 七樓：教室（六間）、黑盒劇場 (Black Box Theatre)、鏡房（Mirror Room）、廣恩堂儲物房
- 天台：會議室

## 班別
學校在2024－2025年度各級開六班，根據成績、學習進度、選科等方面把同學分班。每級的精英班也不同。
班別名稱：
- Faith：信
- Grace：恩典
- Hope：望
- Joy：喜樂
- Love：愛
- Peace：和平

開設班別數量因應每年收生人數而定*
學校亦會定期舉行班際比賽，讓同學能一展所長。
班際比賽：
- 歌唱比賽
- 最佳班別獎勵計畫 （每級一班，每兩個月為一季。根據班內同學品行、班會活動等評分。學期尾能夠在最多季拿到獎勵的班別會派發資金讓同學進行班會活動）

## 社
該校設有四社制度，分別為Saviour House（紅社），Priest House（藍社），King House（黃社）及Christ House（綠社），四社名稱的首個字母剛好是學校的簡稱SPKC，此外四社制度有一句口號: Christ is our King, Priest and Saviour。學校的每一位學生及老師都會獲分派一個社。

### 社際活動
部分社際活動：
- 社際籃球比賽
- 社際足球比賽
- 社際排球比賽
- 社際羽毛球比賽
- 陸運會
- 社際話劇比賽（2018-2019，2021-2022年度改為社際微電影比賽）

## 學習無疆界
學習無疆界(Learning Without Walls, LEWOWA)是培基書院的一個試後活動，全校學生必須參與。通常會在六月底至七月初，有一個星期的時間讓學生走出校園，到其他地方學習，學校會提供約30個課程，當中約一半為海外課程。
所有課程皆以學習為主，每個課程都有一個學習重點，讓同學透過自身經歷及不一樣的學習，使同學學習課堂不能涉及的知識和人生道理。各課程學習重點不一，包括科學、人文、歷史、宗教、升學、藝術、奮進等範疇。學生能排列最希望參加的課程，透過電腦抽籤的方法分配課程。
除香港以外，課程也會到其他國家、城市，而由學習無疆界設立至今，不同課程已遍及兩岸、日韓、星馬、英法、德奧、美加等超過三十個國家及地區，近年甚至踏足斯里蘭卡、斐濟及柬埔寨等發展中國家。
2020年，因為COVID-19全球大流行，學習無疆界首次被迫取消。
2021年，在本地COVID-19疫情緩和下，首次舉行全本地課程學習無疆界。

## 電子學習
培基書院全校也有無線網絡覆蓋，而所有課室及特別室皆已安裝Apple TV，所有老師各分配一部平板電腦，讓老師在授課時可以使用無線傳輸技術把平板電腦影像即時傳送至投影機，提升教學效率。而學校也配有數組的學生平板電腦，在有需要的課堂上讓每位同學使用。 學校在 2017-2018 年度推出 "1 to 1 iPad Program" , 學生每天會帶 iPad 上學。學生的iPad已經安裝了MDM，家長可以使用由 180C Limited 提供的 Parent MDM 控制學生的iPad。老師亦只會在適當時候才會解鎖iPad讓學生作學習用途。

## 歷任校長
1. 羅維安博士（2004年至2008年）
2. 袁彼得（2008年至2019年）
3. 李建鋒（2019年至今）

## 知名前教師
- 呂浩榮：前副校長，現任中華基督教會協和書院校長
- 古頌德：前學生事務主任，現任香港浸會大學附屬學校王錦輝中小學署理首席副校長暨國際部總監

## 知名校友
- 鄭俊樑：香港滑浪風帆代表隊成員
- 鍾禮謙：沙田區議會議員
- 王家晴：香港女子音樂組合COLLAR成員
- 梁雯蔚：big big channel最佳髮腳大獎得主
- 羅哲琛：著名交通迷，曾演唱《屯馬開通真的很興奮》及參與東鐵線過海段開通宣傳片
- 曾慶然：又名「Jim」，曾代表香港參戰 Mario Kart 8 Deluxe World Championship 2024，並以115分擊敗澳洲代表「Panda」，位居第五

## 連繫小學
- 培基小學

## 歷史
2004年：香港神託會創立了香港神託會培基書院創立於2004年，並找了羅維安博士擔任創校校長。
1. 1 2 3  . 香港神託會培基書院.   [2015-06-24]. （原始内容存档于2016-03-02）. （页面存档备份，存于）（英文）